# Coen en Sander Show
De Coen en Sander Show is een Nederlands radioprogramma met Coen Swijnenberg en Sander Lantinga. Van september 2006 tot en met mei 2015 werd het programma uitgezonden op NPO 3FM voor de publieke omroeporganisatie BNN. Vanaf augustus 2015 tot en met 2023 werd het uitgezonden op Radio 538 en vanaf 2024 op JOE.

## Geschiedenis

### 3FM
De eerste uitzending vond plaats op 11 september 2006. Het programma was de opvolger van het programma Wout! en begon na het vertrek van Wouter van der Goes van 3FM naar Q-Music. Coen Swijnenberg en Sander Lantinga presenteerden eerder al samen het programma Lantinga & Swijnenberg op vrijdagavond op 3FM. De Coen en Sander Show werd van maandag tot en met vrijdag van 16.00 tot 19.00 uur. De laatste aflevering op NPO 3FM was op 29 mei 2015. In totaal is het programma 2000 keer uitgezonden door NPO 3FM.
In 2008 won het programma de Gouden RadioRing.
Tijdens het EK voetbal 2008 zaten Swijnenberg en Lantinga eerst in Bern met de groepsfase en daarna in Bazel. De Coen en Sander Show werd toen 7 dagen per week gemaakt, live vanaf het EK. Een soortgelijk iets werd ook gedaan tijdens het WK 2010 en het EK 2012. Ook tijdens het laatstgenoemde evenement presenteerden zij het programma 7 keer per week, waarbij op zaterdag en zondag de zendtijd van Timur Open Radio overgenomen werd.

### Radio 538
Op 3 februari 2015 werd bekend dat zowel de diskjockeys Swijnenberg en Lantinga als de producers Stoel en Van Herp de overstap gingen maken naar het commerciële radiostation Radio 538. De eerste uitzending van hun nieuwe programma was op 17 augustus 2015. Vanaf oktober 2017 is Jo van Egmond de vaste nieuwslezer.
De laatste uitzending van de maandag t/m donderdag-versie werd uitgezonden op 16 juni 2022. Vanaf oktober 2022 werd het een vrijdagmiddagprogramma. Coen en Sander gingen daarnaast solo een programma maken. Coen op 538 en Sander op Veronica. 
Nadat bekend werd dat ze zouden overstappen werd hun programma in oktober 2023 per direct stopgezet en waren ze beiden niet meer te horen bij Radio 538.

### JOE
In september 2023 werd bekendgemaakt dat de show vanaf 2024 te horen is op de nieuwe zender JOE. Het programma wordt sinds 6 mei 2024 in de ochtend uitgezonden tussen 6:00 en 10:00 met Merel Westrik als vaste nieuwslezer.
In juni 2024 verscheen de Coen en Sander Show in de Donald Duck in het kader van het 90-jarig jubileum van de gelijknamige stripfiguur. Onder de namen Coen Zwijnenstal en Sander Lanterfant werd de show in Duckstad uitgezonden op Joepie Radio, de Duckstadse versie van JOE.
Tijdens vakanties van Coen en Sander wordt de show niet uitgezonden. Coen en Sander werden in deze periode in 2024 drie weken lang vervangen door Toine van Peperstraten en in 2025 door Edwin Noorlander. Nieuwslezeres Merel Westrik wordt dan vervangen door Mart Grol. Edwin Noorlander nam ook de shows van 13 en 16 juni 2025 en 15 augustus 2025 van Coen en Sander over dit keer met Willemijn Delwel en Helen van den Brink als nieuwslezers. Op woensdag 11 juni 2025 mochten drie kinderen voor één keer de show presenteren onder de titel Mini Coen en Sander Show. Deze kinderen werden geselecteerd, die hiervoor door hun ouders waren aangemeld.
In de zomer van 2025 helpen Coen en Sander een afgevallen kandidaat van het RTL-programma B&B Vol Liefde. Danny Cornet zou dat jaar meedoen met het programma, maar werd afgewezen omdat teveel potentiële partners afhaakten. Coen en Sander hopen daarom alsnog voor hem de liefde te kunnen vinden door voor hem een eigen versie van het programma te maken onder de titel C&S Vol Liefde.
Op vrijdag 28 februari 2025 was er in de middag een extra uitzending van de Coen en Sander Show vanwege de finale van de door Coen en Sander bedachte JOE Sing-a-long top 500 die van 24 t/m 28 februari 2025 werd uitgezonden. Het nieuws op de hele en halve uren werd tijdens deze uitzending in tegenstelling tot de reguliere show niet voorgelezen door Merel Westrik, maar door Willemijn Delwel. 

#### Harde Schijf
De Harde Schijf was een onderdeel van de Coen en Sander show, waarin elke week door Coen en Sander een Harde Schijf, de belangrijkste plaat op dat moment, werd gekozen. Deze Harde Schijf werd elke dag gedraaid. Huidig recordhouder is Kraantje Pappie met zes Harde Schijven. Kris Kross Amsterdam, Tino Martin en Emma Heesters hebben het record met de langste opeenvolgende Harde Schijf met Loop niet weg, drie weken achterelkaar. Met de overgang naar JOE verdween dit item uit de show.